# مدکوانرژی
مدکوانرژی (انگلیسی: MedcoEnergi) شرکت خوشه‌ای اندونزیایی است، که در سال ۱۹۸۰ تأسیس شد.